# Funkcja low
Funkcja low – dla danego grafu nieskierowanego, funkcja przyporządkowująca każdemu wierzchołkowi grafu najmniejszy numer PreOrder wierzchołka z którego można do niego dojść inną drogą, niż poprzez poprzednika w drzewie utworzonym przez procedurę DFS, tj.
{\displaystyle {\mbox{low}}(v)=\min(d[v],\min _{k\in K}({\mbox{low}}[k]),\min _{w\in W}(d[w])),}
gdzie minimum przebiega po wszystkich wierzchołkach {\displaystyle K,} które są potomkami wierzchołka {\displaystyle v} i {\displaystyle W,} będącego wierzchołkiem z którego prowadzi krawędź wtórna do {\displaystyle v.} {\displaystyle d[v]} oznacza czas PreOrder odwiedzenia wierzchołka.
Przez krawędź wtórną rozumie się krawędź niedrzewową w grafie (tzn. taką krawędź, która nie odwiedzona przez algorytm DFS).

## Zastosowania
Dzięki funkcji low możemy odpowiedzieć na pytania:
- Czy dany wierzchołek jest punktem artykulacji
- Czy krawędzie między nim a jego poprzednikiem tworzą most.
- Do jakiej dwuspójnej składowej należy krawędź między wierzchołkiem a jego poprzednikiem